# Disney Princess: De betoverende reis
Disney Princess: De betoverde reis is een computerspel van de Disney Princess-franchise. Het werd uitgebracht voor PlayStation 2 op 16 oktober 2007, en voor de Wii en pc op 7 november van dat jaar.

## Verhaal
Het spel volgt een jong meisje met geheugenverlies dat naar een vervallen kasteel, Gentlehaven, reist en een zoektocht onderneemt naar de huizen van verschillende Disney-prinsessen. De speler reist naar verschillende werelden bewoond door Ariël, Jasmine, Assepoester en Sneeuwwitje, waarna het meisje moet strijden tegen Zara, een ex-prinses.  Na het succesvol verslaan van Zara kan de speler verder reizen naar Belles wereld om nog meer problemen op te lossen.

## Nederlandse stemmen
- Eva Poppink/Lizemijn Libgott als Sneeuwwitje
- Melise de Winter als Belle
- Laura Vlasblom als Ariël
- Ingeborg Wieten als Assepoester
- Lottie Hellingman als Jasmine
- Marlies Somers als hulpje van heldin
- Hilde de Mildt als Zara
- Sander de Heer als Grumpy
- Overige stemmen zijn: Sander de Heer, Nicoline van Doorn